# Asota euroa
Asota euroa är en fjärilsart som beskrevs av Rothschild 1897. Asota euroa ingår i släktet Asota och familjen nattflyn. Inga underarter finns listade i Catalogue of Life.